# Gulás Fanni
Gulás Fanni (Budapest, 1991. november 3. –) magyar színésznő, szinkronszínész.

## Életpályája
2010-ben értettségizett a Vörösmarty Mihály Gimnáziumban.

## Színházszerepei
| Cím             | Szereplő |
| --------------- | -------- |
| 214-es kórterem |          |

## Szinkronszerepei[2]

### Filmek
| Cím                       | Szereplő       | Színész       |
| ------------------------- | -------------- | ------------- |
| Csaj kontra Szörny        | Sadie          | Kerris Dorsey |
| November Man              |                |               |
| Rocktábor 2. – A záróbuli | Mitchie Torres | Demi Lovato   |
| Utódok                    | Audrey         | Sarah Jeffery |
| Korlátok nélkül           | Samantha       |               |

### Sorozatok
| Cím                                   | Szereplő                    | Színész         |
| ------------------------------------- | --------------------------- | --------------- |
| 90210                                 | Adrianna Duncan             | Jessica Lowndes |
| A császárság kincse                   | Hong-dan                    | Le Yi-hyun      |
| A Goldberg család                     | Erica Goldberg              | Hayley Orrantia |
| Az elveszett dimenzió                 | Kat                         |                 |
| Az élet megy tovább                   |                             |                 |
| Brickleberry                          | Amber vadőr                 |                 |
| Életem legrosszabb éve, ...már megint | Nicola Grey                 | Lana Golja      |
| Feriha                                | Seher Yilmaz                | Nesem Akhan     |
| Game Shakers                          | Darcy                       |                 |
| Gofri, a csodakutya                   |                             | Berrington      |
| Hello, West Hill gimi!                | Victoria Jagger             | Karissa Staples |
| Indul a risza!                        | Cecelia "CeCe" Nicole Jones | Bella Thorne    |
| Jessie                                | Emma Ross                   | Peyton Roi List |
| Liv és Maddie                         | Liv Rooney                  | Dove Cameron    |
| Lola                                  | Priscila Cardona Barbosa    | Adriana Campos  |
| Ne hagyj el!                          | Chelo                       | Gabriela Zamora |
| Soy Luna                              | Daniela                     | Sol Moreno      |

### Animációs filmek
| Cím                                                 | Szereplő   | Színész      |
| --------------------------------------------------- | ---------- | ------------ |
| Barbie és a titkos ajtó                             | Jenna      | Britt Irvin  |
| Csingiling: A szárnyak titka                        |            |              |
| Csodacsibe                                          |            |              |
| Egér                                                |            |              |
| Hotel Transylvania – Ahol a szörnyek lazulnak       | Mavis      | Selena Gomez |
| Hotel Transylvania 2. – Ahol még mindig szörnyen jó | Mavis      | Selena Gomez |
| Hotel Transylvania 3. – Szörnyen rémes vakáció      | Mavis      | Selena Gomez |
| Repcsik: A mentőalakulat                            | Diszpécser |              |

### Animációs sorozatok
| Cím                                                 | Szereplő             | Színész            |
| --------------------------------------------------- | -------------------- | ------------------ |
| A bagolyház                                         | Amity Blight         | Mae Whitman        |
| Brickleberry                                        | Amber vadőr          |                    |
| Bibi és Tina                                        | Tina Martin          |                    |
| Csillag kontra Gonosz Erők                          | Jackie               |                    |
| Drakers – A Ferrari pilótái                         | Nina Starr           |                    |
| Az elsüllyedt világok                               |                      |                    |
| Fura suli                                           | Becky                |                    |
| Hősakadémia                                         | Takeyama Yu/Mt. Lady |                    |
| A kardforgató legendája                             | Gao Yue              |                    |
| Kolumbusz Kristóf                                   | további magyar hang  |                    |
| Lassie és barátai                                   | Zoe Parker           |                    |
| Léna farmja                                         | Sindy                |                    |
| Lego Nexo Knights                                   | Macy Halbert         |                    |
| Lego Ninjago: a Spinjitzu mesterei                  | Harumi/Szófukar      |                    |
| Linkers – Titkos kódok                              | Tess                 |                    |
| Miraculous – Katicabogár és Fekete Macska kalandjai | Kagami Tsurugi       | Clara Soares       |
| Monster High                                        | Skelita              |                    |
| Sendokai Champions                                  | Cloe                 |                    |
| Hősakadémia                                         | Mt. Lady/Yu Takeyama | Jamie Marchi       |
| Star Wars: Lázadók                                  | Gooti Terez          | Meredith Anne Bull |
| Szófia hercegnő                                     | Cleo hercegnő        |                    |
| Utódok: Komisz világ                                | Audrey               |                    |
| Űrzavar                                             | Laureline            | Mélodie Orru       |